# 圆犁头鳐
圆犁头鳐（学名：Rhina ancylostoma），又名波口鱟頭鱝，俗名飯匙鯊、魴仔、鱟殼鯊，为圆犁头鳐科圆犁头鳐属的唯一一種鱼类。分布于西印度洋-太平洋海域。该物种的模式产地在印度沿海。

## 分布
本魚分布於印度西太平洋區，包括東非、南非、塞席爾群島、馬爾地夫、斯里蘭卡、模里西斯、中國、台灣、日本、朝鮮半島、越南、泰國、馬來西亞、印尼、菲律賓、新幾內亞、澳洲、新喀里多尼亞等海域。

## 深度
水深1至70公尺。

## 特徵
本魚吻寬而圓，由吻端至眼眶前緣之距離，遠較眼眶前緣水平位之頭部寬度為短。口裂呈強度波狀變曲，上頷有兩處向後凸出，下頷有三處向前凸出。眼眶上緣有1列小鈍棘，眼眶後3列，中列較長。尾鰭分上下葉；背鰭2枚，第一背鰭起始於臀鰭上方或前方。牙齒成波浪形排列，體色灰色或褐色，腹面白色的；很多的白色斑點在鰭上、魚體與尾部背面上；在頭部與肩上有黑色的斑點。體長可達270公分。

## 生態
本魚棲息於近海底層，行動遲緩。肉食性，以甲殼類、軟體動物為主食，卵胎生。

## 經濟利用
食用魚，魚鰭可做魚翅。
但有重金屬，食用會導致腎衰竭，嚴重時致癌。